# Никольское (Лаишевский район)
Никольское (Русское Никольское) — село в Лаишевском районе Республики Татарстан, на правом притоке реки Мёша, в 33 километрах к югу от железнодорожной станции «Казань».
Административный центр Никольского сельского поселения.

## История села
Поселение известно со времён Казанского ханства как деревня Караево. В дореволюционных источниках упоминается также как Татарские Тарлаши и Ильинское.

 Никольское, Караево [...]. Село, при колодцах, по прав[ую] стор[ону] Оренбург[ского] почт[ового] тракт[а]. От гор[ода] 29 вёр[ст], вол[остное] прав[ление] — 15 в[ёрст]. В селе есть озеро, назыв[аемое] Попово. По берегам его, более 300 л[ет] тому назад была расположена татар[ская] деревня. Сохранилось предание, что какая-то татарка бросила в это озеро расчёску и гребень, и с тех пор озеро заросло травою. В 1879 г., когда озеро расчищали, в нём найдена была татарская посуда: медные кулганы, поднос и чашка. В 4-х верстах от села по направлению к Оренбург[скому] почт[овому] тракту есть озеро «Чердаки», на берегах которого тоже было когда-то селение. При распахивании вокруг озера находили: напрясла и черепки глиняной посуды. «А Никольское село всё садовник наголо» (бурлац[кая] песня). У большинства домохозяев на дверных воротах видны дегтярные мазки, как и в соседнем селе Ковалях [...].— Износков И.А. XVII. Столбищенская волость // Список населённых мест Казанского уезда, с кратким их описанием. Составил действительный член казанск. губернск. статист. комитета Износков. – Казань: Типография Губернского Правления, 1885. –  С. 4.
Русское население в Никольском появилось во 2-й половине XVII века. До середины XVIII века селение принадлежало Казанскому архиерейскому дому, в 1764 году местные жители были переведены в разряд экономических, затем — государственных крестьян.
23 сентября 1835 года здесь родился Михаил Константинович Элпидин российский и швейцарский революционер, видный деятель вольной русской печати.
До 1920 года село Никольское входило в Столбищенскую волость Казанского уезда Казанской губернии, с 1920 года — в Арский кантон АТССР (ТАССР), с 14 февраля 1927 года — в Воскресенский, с 1 августа 1927 года — в Казанский сельский, с 4 августа 1938 года — в Столбищенский, с 26 марта 1959 года — в Лаишевский, с 1 февраля 1963 года — в Пестречинский, с 12 января 1965 года — в Лаишевский район ТАССР (ныне — Республики Татарстан).

## Население
По состоянию на 1885 год, в Никольском было 174 двора, в которых проживали 589 мужчин и 682 женщины.
Число жителей: в 1782 году — 260 душ мужского пола; в 1859 году — 853, в 1897 году — 1549, в 1908 году — 1871, в 1920 году — 1816, в 1926 году — 1827, в 1949 году — 1259, в 1958 году — 1015, в 1970 году — 1048, в 1979 году — 937, в 1989 году — 852 человека.